# Eueides edias
Eueides edias is een vlinder uit de familie van de Nymphalidae. De wetenschappelijke naam van de soort is voor het eerst geldig gepubliceerd in 1861 door William Chapman Hewitson.